# Crystal Cruises
Crystal Cruises es una línea de cruceros de lujo estadounidense con sede en Downers Grove, Illinois. Crystal y sus experiencias con la marca han sido galardonados con muchos reconocimientos de la industria, obteniendo el reconocimiento «World's Best» de la revista Travel + Leisure durante un número récord de años, así como los honores de Condé Nast Traveler.
En marzo de 2015, la ex casa matriz Nippon Yusen Kaisha (NYK) anunció que vendía Crystal Cruises a Genting Hong Kong (GHK). Desde la adquisición, Crystal Cruises se convirtió en Crystal, Ltd., y ahora incluye expansiones de marca Crystal Cruises, Crystal River Cruises, Crystal Yacht Expedition Cruises, Crystal Luxury Air y Crystal AirCruises.
La compañía fue fundada en 1988 y se destaca por sus dos barcos de lujo innovadores de tamaño mediano, Crystal Symphony y Crystal Serenity, cada uno de los cuales tiene capacidad para aproximadamente 1,000 huéspedes. En 2003, el nuevo Crystal Serenity entró en servicio con Crystal Cruises. En 2005, su primer barco, Crystal Harmony, se retiró de la flota de Crystal y se transfirió a la empresa matriz, se sometieron a algunas renovaciones, se le cambió el nombre a Asuka II y ahora atiende al mercado japonés de cruceros como parte de Nippon Yusen Kaisha.
El 22 de junio de 2022, se anunció que A&K Travel Group, propiedad de Manfredi Lefebvre d'Ovidio y Geoffrey Kent, había comprado la marca de la línea en quiebra y dos buques oceánicos, Crystal Serenity y Crystal Symphony, con la intención de devolver los barcos al servicio en 2023.
En junio de 2024 se encargaron dos nuevos barcos a Fincantieri, cuya entrega está prevista para 2028.
Trece nuevo barco https://cruiseindustrynews.com/cruise-news/2024/11/crystal-confirms-third-ocean-ship-for-2032-delivery/
https://cruiseindustrynews.com/cruise-news/2025/07/crystal-finalizes-financing-for-two-newbuilds/ https://cruiseindustrynews.com/cruise-news/2025/06/lindblad-expeditions-appoints-first-uk-travel-advisory-board/ https://cruiseindustrynews.com/cruise-news/2025/07/lindblad-and-approach-guides-deliver-marketing-solutions-for-travel-advisors/